# Tarenna forsteniana
Tarenna forsteniana är en måreväxtart som först beskrevs av Friedrich Anton Wilhelm Miquel, och fick sitt nu gällande namn av Markus Ruhsam. Tarenna forsteniana ingår i släktet Tarenna och familjen måreväxter.
Artens utbredningsområde är Sulawesi. Inga underarter finns listade i Catalogue of Life.